# گمینا بوجشویتسه
گمینا بوجشویتسه (به لهستانی:  Gmina Budziszewice) یک گمینا در لهستان است که در شهرستان توماشوف مازوویتسکی واقع شده‌است. گمینا بوجشویتسه ۳۰٫۱۳ کیلومتر مربع مساحت و ۲٬۲۱۷ نفر جمعیت دارد.